# Daniek Hengeveld
Daniek Hengeveld   (Nootdorp, 17 de novembre de 2002) és una ciclista neerlandesa de carretera i pista, professional des del 2021 i que actualment corre per a l'equip Ceratizit Pro Cycling Team en categoria UCI Women’s WorldTeam.
La seva victòria més important fins a la data és una etapa a la Women's Tour Down Under.

## Palmarès en ruta
- 2021
  - Pròleg del Belgrade GP Woman Tour
- 2025
  - Vencedora d'una etapa a la Women's Tour Down Under

### Resultats a les Grans Voltes

#### Tour de França
- 2025: 50a posició

## Palmarès en pista
- 2018
  -  Campiona de Països Baixos en keirin júnior
- 2019
  -  Campiona de Països Baixos en persecució júnior
  -  Campiona de Països Baixos en cursa de puntuació júnior
- 2021
  -  Campiona de Països Baixos en persecució
  -  Campiona de Països Baixos en cursa de puntuació